# Astrophytum asterias
Az Astrophytum asterias a kaktuszfélék (Cactaceae) családjába tartozó kaktuszformák (Cactoideae) alcsaládjának csillagkaktusz nemzetségének egyik, dísznövényként ismert faja.

## Elterjedése, élőhelye
Mexikóban (Tamaulipas, Új-León) és Texasban honos.

## Megjelenése
6–8 cm-esre növő, zöld vagy szürkészöld gömbkaktusz. A lapított gömb alakú növényt nyolc, lapult borda osztja szabályos gerezdekre. A kissé kiemelkedő, teljesen tövistelen, gyapjas areolák a bordák középvonalában, egyenlő távolságokra helyezkednek el.
Bőrszövetén az apró, fehér pikkelyszőr csomócskák szabályos sorokban vagy szórtan, rendszertelenül helyezkednek el.
6–8 cm átmérőjű, selymes fényű, sárga virágainak torokrésze díszes piros.

## Életmódja
Igénytelen, könnyen tartható, nyaranta több virágot is hoz.

## Források

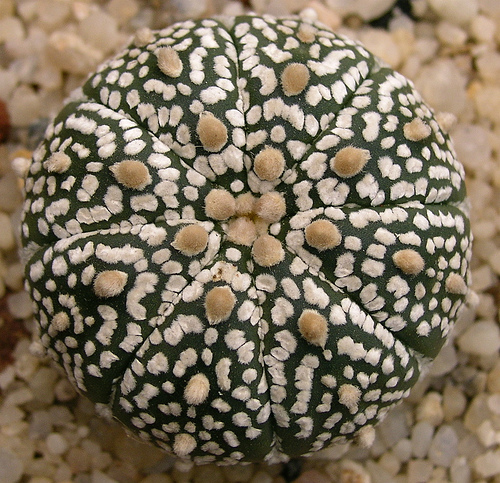
Astrophytum asterias 'Super Kabuto'

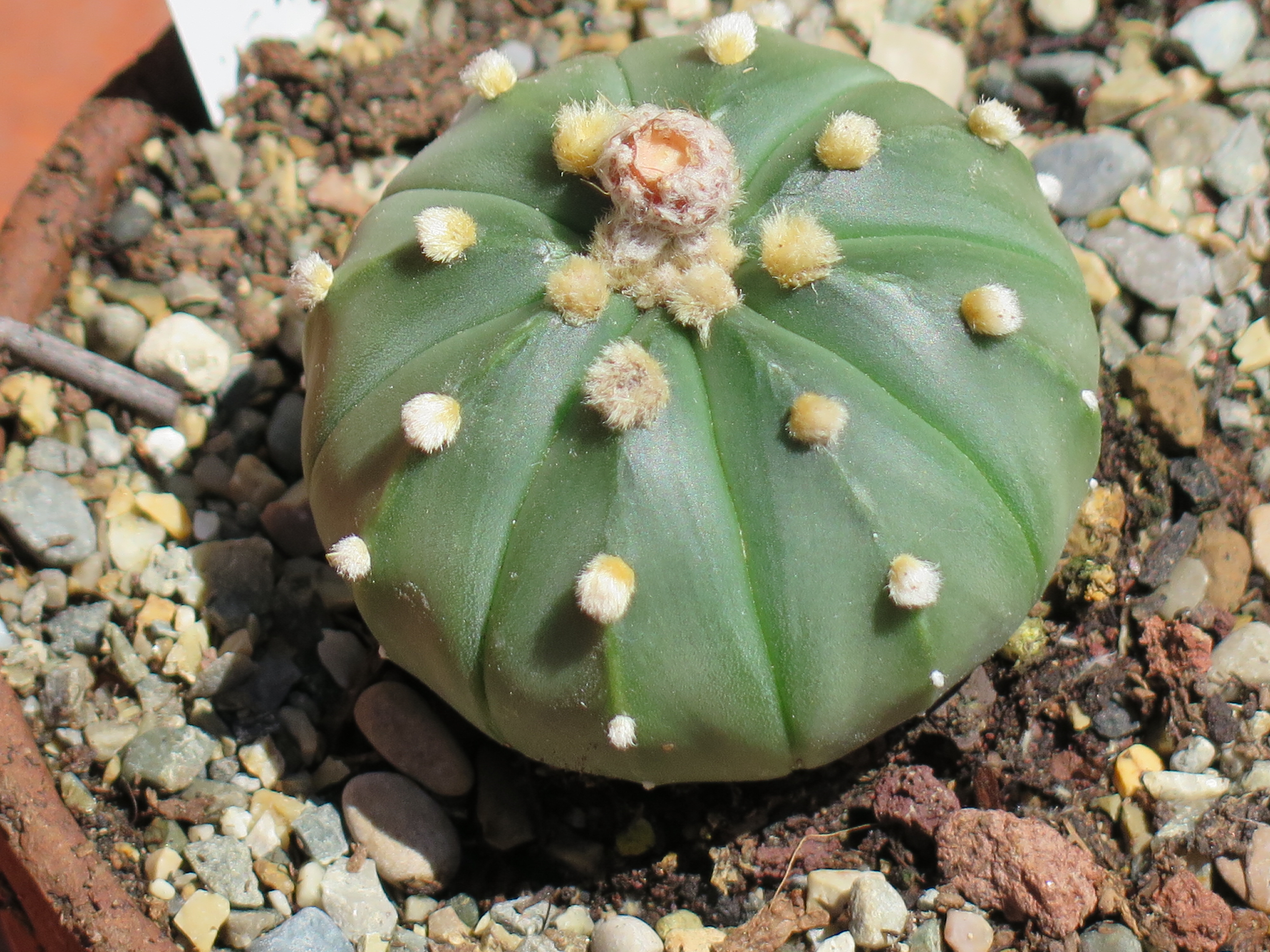
Astrophytum asterias 'Nudum'